# 劉彝銘
劉彝銘（1865年—1928年），字辛甫，四川省成都府成都縣人，清光緒二十九年癸卯科進士，曾任度支部主事。

## 生平
- 成都縣中學堂校長[2]
- 四川法政學研究會會長[3]
- 四川諮議局候補議員[4]
- 民國元年（1912年），四川省臨時省議會議員[5]
- 進步黨四川支部交際科幹事[6]
- 約1928年去世，年七十餘矣[7]。
- 醫家，曾參與覆校方有執《傷寒論條辨》。